# Список військових формувань армії США
Список військових формувань армії США — список історичних формувань сухопутних військ Сполучених Штатів Америки. Існуючі підрозділи виділені жирним шрифтом.

## Військові формування армії США

### Групи армій
- 1-ша група армій (формування «фантом» Другої світової війни)
- 6-та група армій
- 12-та група армій
- 15-та група армій

### Армії
- 1-ша армія, як Командування тренування, готовності та мобілізації армії
- 1-ша повітрянодесантна армія
- 2-га армія
- 3-тя армія, як Центральна армія США
- 4-та армія
- 5-та армія, як Північна армія США
- 6-та армія, як Південна армія США
- 7-ма армія, як Європейська армія США
- 8-ма армія, як Корейська армія США
- 9-та армія, як Африканська армія США
- 10-та армія
- 14-та армія (формування «фантом» Другої світової війни)
- 15-та армія

### Корпуси

#### Армійські корпуси
- 1-й армійський корпус
- 2-й армійський корпус
- 3-й армійський корпус
- 4-й армійський корпус
- 5-й армійський корпус
- 6-й армійський корпус
- 7-й армійський корпус
- 8-й армійський корпус
- 9-й армійський корпус
- 10-й армійський корпус
- 11-й армійський корпус
- 12-й армійський корпус
- 13-й армійський корпус
- 14-й армійський корпус
- 15-й армійський корпус
- 16-й армійський корпус
- 17-й армійський корпус
- 19-й армійський корпус
- 20-й армійський корпус
- 21-й армійський корпус
- 22-й армійський корпус
- 23-й армійський корпус
- 24-й армійський корпус
- 26-й армійський корпус
- 27-й армійський корпус

#### Бронетанкові корпуси
- 1-й бронетанковий корпус
- 2-й бронетанковий корпус
- 3-й бронетанковий корпус
- 4-й бронетанковий корпус

#### Повітрянодесантні корпуси
- 18-й повітрянодесантний корпус

### Дивізії

#### Піхотні дивізії
- 1-ша піхотна дивізія
- 2-га піхотна дивізія
- 3-тя піхотна дивізія
- 4-та піхотна дивізія
- 5-та піхотна дивізія
- 6-та піхотна дивізія
- 7-ма піхотна дивізія
- 8-ма піхотна дивізія
- 9-та піхотна дивізія
- 10-та піхотна дивізія
- 11-та піхотна дивізія
- 12-та «Філіппінська» піхотна дивізія
- 13-та піхотна дивізія
- 14-та піхотна дивізія
- 15-та піхотна дивізія
- 16-та піхотна дивізія
- 17-та піхотна дивізія
- 19-та піхотна дивізія
- 23-тя піхотна дивізія «Америкал»
- 24-та піхотна дивізія
- 25-та піхотна дивізія
- 26-та піхотна дивізія
- 27-ма піхотна дивізія
- 28-ма піхотна дивізія
- 29-та піхотна дивізія
- 30-та піхотна дивізія
- 31-ша піхотна дивізія
- 32-га піхотна дивізія
- 33-тя піхотна дивізія
- 34-та піхотна дивізія
- 35-та піхотна дивізія
- 36-та піхотна дивізія
- 37-ма піхотна дивізія
- 38-ма піхотна дивізія
- 39-та піхотна дивізія «Дельта»
- 40-ва піхотна дивізія
- 41-ша піхотна дивізія
- 42-га піхотна дивізія
- 43-тя піхотна дивізія
- 44-та піхотна дивізія
- 45-та піхотна дивізія
- 46-та піхотна дивізія
- 47-ма піхотна дивізія
- 48-ма піхотна дивізія
- 49-та піхотна дивізія
- 51-ша піхотна дивізія
- 63-тя піхотна дивізія
- 65-та піхотна дивізія
- 66-та піхотна дивізія
- 69-та піхотна дивізія
- 70-та піхотна дивізія
- 71-ша піхотна дивізія
- 75-та піхотна дивізія
- 76-та піхотна дивізія
- 77-ма піхотна дивізія
- 78-ма піхотна дивізія
- 79-та піхотна дивізія
- 80-та піхотна дивізія
- 81-ша піхотна дивізія
- 82-га піхотна дивізія
- 83-тя піхотна дивізія
- 84-та піхотна дивізія
- 85-та піхотна дивізія
- 86-та піхотна дивізія
- 87-ма піхотна дивізія
- 88-ма піхотна дивізія
- 89-та піхотна дивізія
- 90-та піхотна дивізія
- 91-ша піхотна дивізія
- 92-га піхотна дивізія
- 93-тя піхотна дивізія
- 94-та піхотна дивізія
- 95-та піхотна дивізія
- 97-ма піхотна дивізія
- 98-ма піхотна дивізія
- 99-та піхотна дивізія
- 100-та піхотна дивізія
- 101-ша піхотна дивізія
- 102-га піхотна дивізія
- 103-тя піхотна дивізія
- 104-та піхотна дивізія
- 106-та піхотна дивізія
- 108-ма піхотна дивізія
- Гавайська дивізія
- Дивізія Панамського каналу

#### Кавалерійські дивізії
- 1-ша кавалерійська дивізія
- 2-га кавалерійська дивізія
- 3-тя кавалерійська дивізія
- 15-та кавалерійська дивізія
- 21-ша кавалерійська дивізія
- 22-га кавалерійська дивізія
- 23-тя кавалерійська дивізія
- 24-та кавалерійська дивізія
- 61-ша кавалерійська дивізія
- 62-га кавалерійська дивізія
- 63-тя кавалерійська дивізія
- 64-та кавалерійська дивізія
- 65-та кавалерійська дивізія
- 66-та кавалерійська дивізія

#### Бронетанкові дивізії
- 1-ша бронетанкова дивізія
- 2-га бронетанкова дивізія
- 3-тя бронетанкова дивізія
- 4-та бронетанкова дивізія
- 5-та бронетанкова дивізія
- 6-та бронетанкова дивізія
- 7-ма бронетанкова дивізія
- 8-ма бронетанкова дивізія
- 9-та бронетанкова дивізія
- 10-та бронетанкова дивізія
- 11-та бронетанкова дивізія
- 12-та бронетанкова дивізія
- 13-та бронетанкова дивізія
- 14-та бронетанкова дивізія
- 16-та бронетанкова дивізія
- 19-та бронетанкова дивізія
- 20-та бронетанкова дивізія
- 22-га бронетанкова дивізія
- 25-та бронетанкова дивізія
- 27-ма бронетанкова дивізія
- 30-та бронетанкова дивізія
- 40-ва бронетанкова дивізія
- 48-ма бронетанкова дивізія
- 49-та бронетанкова дивізія
- 50-та бронетанкова дивізія

#### Повітрянодесантні дивізії
- 11-та повітрянодесантна дивізія
- 13-та повітрянодесантна дивізія
- 17-та повітрянодесантна дивізія
- 80-та повітрянодесантна дивізія
- 82-га повітрянодесантна дивізія
- 101-ша повітрянодесантна дивізія

#### Повітряно-штурмові (аеромобільні) дивізії
- 11-та аеромобільна дивізія
- 101-ша повітряно-штурмова

#### Легкі дивізії
- 10-та легка дивізія
- 25-та легка піхотна дивізія
- 71-ша легка дивізія
- 89-та легка дивізія

#### Гірські дивізії
- 10-та гірсько-піхотна дивізія

#### Навчальні дивізії
- 75-та навчальна дивізія
- 78-ма навчальна дивізія
- 80-та навчальна дивізія
- 84-та навчальна дивізія
- 85-та навчальна дивізія
- 91-ша навчальна дивізія
- 95-та навчальна дивізія
- 100-та навчальна дивізія